# 沙芒
沙芒（法語：Chamant，法語發音：[ʃamɑ̃]）是法国瓦兹省的一个市镇，属于桑利斯区。

## 地理
沙芒（49°13'11"N, 2°36'39"E）面积12 平方千米，位于法国上法蘭西大區瓦兹省，该省份为法国北部内陆省份，北起索姆省，西接厄尔省和滨海塞纳省，南至塞纳-马恩省和瓦兹河谷省，东临埃纳省。
与沙芒接壤的市镇（或旧市镇、城区）包括：巴尔伯里、蒙莱韦克、桑利斯、维莱圣弗朗堡-奥尼翁。

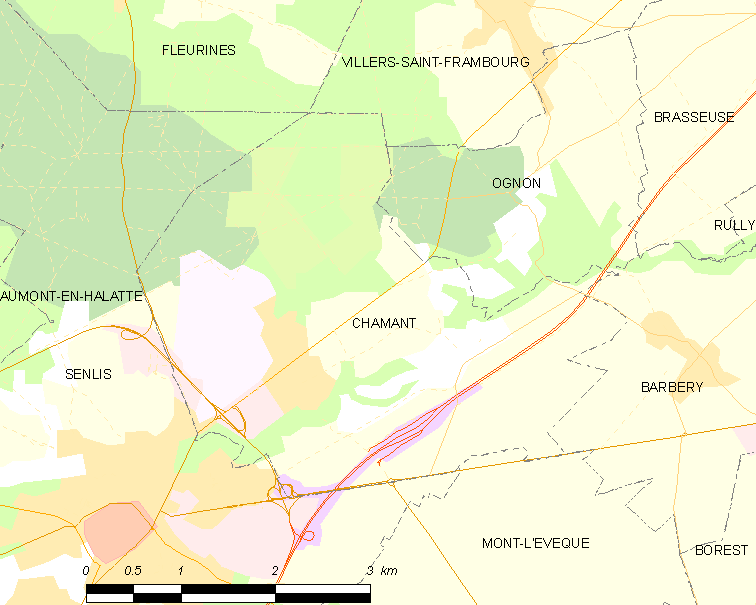
沙芒的OSM定位图

沙芒的时区为UTC+01:00、UTC+02:00（夏令时）。

## 行政
沙芒的邮政编码为60300，INSEE市镇编码为60138。

## 政治
沙芒所属的省级选区为桑利斯县。

## 人口

1962-2008年间沙芒人口变化图示

沙芒于2022年1月1日时的人口数量为1037人。